# Nadole (Tarnobrzeg)
Nadole – osiedle Tarnobrzega położone nad Wisłą w zachodniej części miasta. Nadole ma charakter rolniczo-wiejski z przeważającą zabudową jednorodzinną. Główne ulice Nadola: Wałowa, Nadole, Skrajna, Śliska oraz Jasińskiego. Osiedle leży w bezpośrednim sąsiedztwie zamku dzikowskiego. Administracyjnie przynależy do Starego Miasta.
W 1981, w konsekwencji realizacji postulatów strajków robotniczych z 1980, przy dawnym ujęciu wody pitnej powstał Rodzinny Ogród Działkowy „Nadole”, który objął obszar ponad 12 ha bardzo żyznych mad wiślanych, pozwalających na uprawę roślin o dużych wymaganiach glebowych. ROD podzielony jest na 338 działek o przeciętnej powierzchni około 3 arów (maksymalna powierzchnia to 7 arów). Ponieważ wody gruntowe znajdują się płytko, wiele działek posiada własne ujęcie wody. Na infrastrukturę wspólną składają się dom działkowca oraz altana.
W 2010 para działkowców z „Nadola” wygrała ogólnopolski konkurs organizowany przez PZD na najładniejszy indywidualny ogródek działkowy.